# فرد سميث (لاعب كرة قدم مواليد 1942)
فرد سميث (بالإنجليزية: Fred Smith)‏ هو لاعب كرة قدم بريطاني في مركز الدفاع، ولد في 25 ديسمبر 1942 في Choppington ‏ في المملكة المتحدة، وتوفي في 26 مارس 2020. لعب مع دالاس تورنايدو ونادي بورتسموث ونادي بيرنلي.